# توتیینگ ۸۳۸۰
سیارک ۸۳۸۰ (به انگلیسی: 8380 Tooting، نامگذاری:1992SW17) هشت هزار و سیصد و هشتادمین سیارک کشف شده‌است که در ۲۹ سپتامبر ۱۹۹۲ کشف شد.
قدر مطلق سیارک برابر ۱۲٫۰۰ است.